# 本間基文
本間 基文（ほんま もとふみ、1936年6月13日 - 2020年10月4日）は、日本の材料科学者。東北大学名誉教授。元東北職業能力開発大学校長。元日本金属学会会長。

## 人物・経歴
長野県大町市出身。1959年東北大学工学部金属工学科卒業。1964年東北大学大学院工学研究科金属工学専攻博士課程単位取得退学、東北大学工学部助手。1966年東北大学工学博士。1968年東北大学工学部講師。1969年東北大学工学部助教授。1970年服部公報会服部賞受賞。1979年日本金属学会功績賞受賞、日本鉄鋼協会西山記念賞受賞。1980年東北大学工学部教授。同年アメリカ泌尿科学会 1st Prize Exibition Lab. Research。1981年C.E.ALKEN財団アルケン賞。1992年日本鉄鋼協会三島賞。1995年日本金属学会増本量賞受賞。1997年東北大学大学院工学研究科教授。1998年東北大学附属図書館工学分館長、日本金属学会会長。同年郵政省東北電気通信管理局表彰。2000年定年退職、東北職業能力開発大学校長。2016年瑞宝中綬章受章。2020年10月4日死去。叙正四位。

## 著書
- 『磁性材料 (金属工学シリーズ 金子秀夫共著. 日本金属学会, 1977
- 『機能材料入門』北田正弘共編. アグネ, 1981
- 『磁性材料読本』日口章共編著. 工業調査会, 1998.3